# كريس ماريون
كريس ماريون (بالإنجليزية: Chris Marion)‏ هو موسيقي أمريكي، ولد في 8 يناير 1962.

## وصلات خارجية
- الموقع الرسمي
- كريس ماريون على موقع ميوزك برينز (الإنجليزية)
- كريس ماريون على موقع ديسكوغز (الإنجليزية)